# Eleição municipal de Cabo de Santo Agostinho em 2008
A eleição municipal de Cabo de Santo Agostinho em 2008 ocorreu no dia 5 de outubro do mesmo ano com o objetivo de escolher um prefeito e um vice-prefeito por meio do Voto Majoritário, junto a 12 vereadores através da metodologia do Quociente Partidário para um mandato de quatro anos em seus respectivos cargos. Os mandatos disputados foram iniciados no dia 1 de Janeiro de 2009 e finalizados no dia 1 de Janeiro de 2013. 
Foi calculado pelo Tribunal Regional Eleitoral de Pernambuco que, nesta eleição, o eleitorado apto foi composto por 133.605 cidadãos. Destes, 17.888 (13.39%) eleitores aptos não compareceram às urnas, de modo que 115.717 (86.61%) votantes registrados na cidade estiveram presentes.

## Candidatos à prefeitura de Cabo de Santo Agostinho
- Antônio José Paiva Filho (PSOL) - Nascido no dia 17 de dezembro de 1949 no município de Cabo de Santo Agostinho, o advogado Antônio José Paiva Filho candidatou-se à vaga executiva municipal pelo Partido Socialismo e Liberdade, formando uma chapa monopartidária junto ao servidor público municipal Edilson José da Silva.

- Heberte Lamarck Gomes da Silva (PSDB) - Nascido em 27 de abril de 1975 no Cabo de Santo Agostinho, Heberte Lamarck Gomes da Silva é formado em agronomia pela Universidade Federal Rural de Pernambuco e pós-graduado em Gerenciamento de Cidades pela Universidade de Pernambuco. Foi eleito Deputado estadual sob a 15ª Legislatura (2003-2007) pelo PPS e, por não atingir a quantidade necessária de votos para sua reeleição ao mesmo cargo, foi suplente durante a 16ª Legislatura (2007-2011). Popularmente conhecido como Betinho Gomes, candidatou-se a prefeito pelo PSDB, formando uma chapa com Antônia Maria de Araujo Campos, do PPS.[2]

- Luiz Cabral de Oliveira Filho (PTB) - Nascido no dia 29 de dezembro de 1955 no Cabo de Santo Agostinho, Luiz Cabral de Oliveira Filho fundou da empresa Transwinter Transportes em 1982. Ao ingressar para a vida pública, foi derrotado em suas primeiras disputas pelos cargos executivos nas eleições do município de Cabo de Santo Agostinho nos anos de 1996 e 2000. Foi eleito e reeleito deputado estadual pelo estado de Pernambuco em 1998 e 2002, exercendo os mandatos da 14ª Legislatura (1999-2003) pelo PFL e da 15ª Legislatura (2003-2007) pelo PMDB. Luiz Cabral de Oliveira Filho foi eleito prefeito pela primeira vez na eleição municipal de 2004, e candidatou-se novamente pelo PTB, buscando a reeleição junto ao seu companheiro de chapa José Ivaldo Gomes, do PDT.

| Prefeito(a) | Prefeito(a)   | Prefeito(a) | Prefeito(a) | Cargo político anterior ou profissão            | Vice-prefeito(a) | Vice-prefeito(a)      | Vice-prefeito(a) | Vice-prefeito(a) | Coligação | Número eleitoral |
| Imagem      | Candidato(a)  | Partido     | Partido     | Cargo político anterior ou profissão            | Imagem           | Candidato(a)          | Partido          | Partido          | Coligação | Número eleitoral |
| ----------- | ------------- | ----------- | ----------- | ----------------------------------------------- | ---------------- | --------------------- | ---------------- | ---------------- | --- | ---------------- |
|             | Antônio Paiva |             | PSOL        | Advogado                                        |                  | Edilson José da Silva |                  | PSOL             | Nenhuma | 50               |
|             | Betinho Gomes |             | PSDB        | Deputado Estadual por Pernambuco (2004-2008)    |                  | Antônia Campos        |                  | PPS              | Por Uma Cidade Melhor Para Todos (PMDB / DEM / PSDB / PPS / PSDC)                                                                      | 45               |
|             | Lula Cabral   |             | PTB         | Prefeito de Cabo de Santo Agostinho (2004-2008) |                  | Vado da Farmácia      |                  | PDT              | Frente Trabalhista Cabense (PT / PTC / PTB / PDT / PHS / PSB / PT do B / PP / PSC / PR / PRB / PSL / PRP / PC do B / PTN / PRTB / PMN) | 14               |

### Indeferido
- Neste pleito, concorreria junto aos três candidatos o advogado Morge Mirim Rodrigues da Silva, pelo Partido Verde, porém, o mesmo teve sua chapa indeferida pelo Tribunal Superior Eleitoral por não reunir as informações necessárias para consolidar sua candidatura.[6]

| Prefeito(a) | Prefeito(a)  | Prefeito(a) | Prefeito(a) | Cargo político anterior ou profissão | Vice-prefeito(a) | Vice-prefeito(a)      | Vice-prefeito(a) | Vice-prefeito(a) | Coligação | Número eleitoral |
| Imagem      | Candidato(a) | Partido     | Partido     | Cargo político anterior ou profissão | Imagem           | Candidato(a)          | Partido          | Partido          | Coligação | Número eleitoral |
| ----------- | ------------ | ----------- | ----------- | ------------------------------------ | ---------------- | --------------------- | ---------------- | ---------------- | --------- | ---------------- |
|             | Morge Mirim  |             | PV          | Advogado                             |                  | Jeová Soares da Silva |                  | PV               | Nenhuma   | 43               |

## Resultados

### Prefeito e Vice-Prefeito
No pleito onde concorreram as chapas compostas por um prefeito e um vice-prefeito, concorreram 3 candidatos, são eles: O então prefeito titular concorrendo à reeleição, Luiz Cabral de Oliveira Filho, que obteve 62.828 (60.44%) votos válidos, Heberte Lamarck Gomes da Silva, do PSDB, que atingiu 40.851 (39.30%) votos válidos e o Advogado Antônio José Paiva Filho, que concorreu pelo PSOL e teve, nesta eleição, 230 (0.22%) votos válidos.
A diferença de votos entre os candidatos deste pleito é justificada através da popularidade do mandato do então prefeito titular Luiz Cabral de Oliveira Filho. O mesmo foi reeleito e venceu em ambas as zonas eleitorais do município apesar da árdua campanha do segundo colocado Heberte Lamarck Gomes da Silva, focada nos distritos mais povoados do Cabo de Santo Agostinho.
Pondo em vista que um dos candidatos atingiu um quantitativo de votos maior que a metade dos votos válidos mais um, e, levando em conta que o eleitorado apto do município durante este pleito era menor que 200.000 eleitores, conclui-se que, durante este confronto eleitoral, não era constitucionalmente viável que houvesse um segundo turno entre as duas principais chapas concorrentes.
| Candidato(a)                          | Vice                                 | Coligação | Votos recebidos | Percentual |
| ------------------------------------- | ------------------------------------ | --- | --------------- | ---------- |
| Luiz Cabral de Oliveira Filho (PTB)   | José Ivaldo Gomes (PDT)              | Frente Trabalhista Cabense (PT / PTC / PTB / PDT / PHS / PSB / PT do B / PP / PSC / PR / PRB / PSL / PRP / PC do B / PTN / PRTB / PMN) | 62.858          | 60.44%     |
| Heberte Lamarck Gomes da Silva (PSDB) | Antônia Maria de Araujo Campos (PPS) | Por Uma Cidade Melhor Para Todos (PMDB / DEM / PSDB / PPS / PSDC)                                                                      | 40.851          | 39.30%     |
| Antônio José Paiva Filho (PSOL)       | Edilson José da Silva (PSOL)         | Partido Socialismo e Liberdade (sem coligação)                                                                                         | 230             | 0.22%      |
| Eleitorado                            | →Votantes                            | →Votos Válidos | 103.939         | 89.82%     |
| Eleitorado                            | →Votantes                            | →Votos Nulos | 7.007           | 6.06%      |
| Eleitorado                            | →Votantes                            | →Votos Brancos | 4.771           | 4.12%      |
| Eleitorado                            | →Votantes                            | Comparecimento | 115.717         | 86.61%     |
| Eleitorado                            | Abstenções                           | Abstenções | 17.888          | 13.39%     |
| Eleitorado                            | Eleitorado Apto                      | Eleitorado Apto | 133.605         | 100%       |

#### Nas Zonas Eleitorais
Nas eleições municipais de 2008, o município do Cabo de Santo Agostinho foi dividido entre duas zonas eleitorais, estas foram as unidades 15 e 121 do estado de Pernambuco. As zonas foram delimitadas pelos bairros da cidade de acordo com a seguinte listagem:
15ª Zona Eleitoral:
- Alto da Bela Vista;
- Centro;
- Charneca;
- Charnequinha;
- Cohab;
- Vila Mercês;
- Malaquias;
- Rosário;
- São Francisco.

121ª Zona Eleitoral:
- Bom Conselho;
- Destilaria;
- Distrito Industrial Díper;

A 15º Zona Eleitoral, destacada em cor verde.

A 121ª Zona Eleitoral, destacada em cor verde.

- Distrito Industrial Santo Estevão;
- Engenho Ilha;
- Enseada dos Corais;
- Gaibú;
- Garapú;
- Itapuama;
- Jardim Santo Inácio;
- Pirapama;
- Paiva;
- Pontezinha;
- Ponte dos Carvalhos;
- Suape;
- Vila Roca;
- Vila Social Contra Mocambo.

##### Resultados
| Partido | Partido | Candidato     | Votos  | Votos (%) |
| ------- | ------- | ------------- | ------ | --------- |
|         | PTB     | Lula Cabral   | 28 270 | 58,68%    |
|         | PSDB    | Betinho Gomes | 19 795 | 41,09%    |
|         | PSOL    | Antônio Paiva | 114    | 0,24%     |
| Totais  | Totais  | Totais        | 48 179 |           |

Na Zona Eleitoral 15, o Tribunal Regional Eleitoral de Pernambuco computou, neste pleito, 60.751 cidadãos registrados, destes, 7.803 (12,84%) se ausentaram das urnas no dia da eleição, calculando um índice de comparecimento de 52.948 eleitores (87,16%). Houve 48.179 (90,99%) votos válidos, 2.782 (5,25%) voto nulo e 1.987 (3,75%) votos em branco.
| Partido | Partido | Candidato     | Votos  | Votos (%) |
| ------- | ------- | ------------- | ------ | --------- |
|         | PTB     | Lula Cabral   | 34 588 | 62,03%    |
|         | PSDB    | Betinho Gomes | 21 056 | 37,76%    |
|         | PSOL    | Antônio Paiva | 116    | 0,21%     |
| Totais  | Totais  | Totais        | 55 760 |           |

Na 121ª Zona Eleitoral, o eleitorado apto foi composto por 72.854 cidadãos. Com 10.085 (13,84%) abstenções e o comparecimento de 62.769 (86,16%) eleitores; estes concederam às urnas 55.760 (88,83%) votos válidos, 4.225 (6,73%) votos nulos e 2.784 (4,44%) votos em branco.

### Vereadores Eleitos
No sufrágio pelos cargos legislativos, disputaram 172 candidatos. Destes, 12 foram eleitos para administrar o município na câmara municipal. O TRE-PE contabilizou que, do comparecimento de 115.717 eleitores, houve 109.874 (94.95%) votos válidos, 3.649 (3.15%) votos em branco e 2.194 (1.90%) votos nulos.
| Candidato(a)                            | Nome na Urna       | Número | Coligação                                                 | Votos recebidos | Percentual | Situação              |
| --------------------------------------- | ------------------ | ------ | --------------------------------------------------------- | --------------- | ---------- | --------------------- |
| Gessé Valerio de Oliveira (PTB)         | Gesse Valerio      | 14900  | Frente Trabalhista Republicana Cabense (PTB / PR)         | 5.151           | 4.69%      | Eleito(a) (por QP)    |
| Edna Gomes da Silva (PTB)               | Edna Gomes         | 14000  | Frente Trabalhista Republicana Cabense (PTB / PR)         | 3.960           | 3.60%      | Eleito(a) (por QP)    |
| Amaro Honorato da Silva (PRP)           | Amaro do Sindicato | 44444  | Frente Progressista Ação e Solidariedade (PHS / PP / PRP) | 3.313           | 3.02%      | Eleito(a) (por QP)    |
| José de Arimateia Jerônimo Santos (PMN) | Arimateia          | 33222  | Frente da Mobilização Trabalhista (PSC / PRTB / PMN)      | 3.051           | 2.78%      | Eleito(a) (por QP)    |
| José Rafael do Nascimento (PTB)         | Rafael             | 14125  | Frente Trabalhista Republicana Cabense (PTB / PR)         | 2.936           | 2.67%      | Eleito(a) (por QP)    |
| Ricardo Carneiro da Silva (DEM)         | Ricardinho         | 25623  | Por Uma Vida Melhor Para Todos (PMDB / DEM / PSDB / PPS)  | 2.907           | 2.65%      | Eleito(a) (por QP)    |
| Aziel Almeida de Souza (PTB)            | Aziel              | 14111  | Frente Trabalhista Republicana Cabense (PTB / PR)         | 2.746           | 2.50%      | Eleito(a) (por Média) |
| Marcos Eanes Farias Pereira (PDT)       | Marcos do INPS     | 12345  | Frente Socialista e Trabalhista (PDT / PC do B)           | 2.717           | 2.47%      | Eleito(a) (por QP)    |
| José Feliciano de Barros Junior (PMN)   | Cianinho           | 33500  | Frente da Mobilização Trabalhista (PSC / PRTB / PMN)      | 2.709           | 2.47%      | Eleito(a) (por Média) |
| Joelson Dionisio Gomes (PTB)            | Joelson            | 14444  | Frente Trabalhista Republicana Cabense (PTB / PR)         | 2.611           | 2.38%      | Eleito(a) (por Média) |
| Clayton da Silva Marques (PDT)          | Keko do Armazém    | 12012  | Frente Socialista e Trabalhista (PDT / PC do B)           | 2.563           | 2.33%      | Eleito(a) (por Média) |
| Maria José dos Santos Carneiro (PRP)    | Maria de Zequinha  | 44644  | Frente Progressista Ação e Solidariedade (PHS / PP / PRP) | 2.159           | 1.96%      | Eleito(a) (por Média) |

  Reeleitos (7)